# Tribunale dell'Unione europea
Il Tribunale è uno dei due organi giurisdizionali, insieme alla Corte di giustizia, che compongono il sistema giurisdizionale dell'Unione europea, ossia la Corte di Giustizia dell'Unione Europea. La missione principale del Tribunale e della Corte di giustizia è di assicurare il rispetto del diritto nell'interpretazione e nell'applicazione dei trattati istitutivi dell'Unione europea.

## Storia
L'introduzione del Tribunale è stata decisa nel 1988 dal Consiglio delle Comunità europee, su richiesta della Corte di giustizia. Esso è entrato in funzione il 31 ottobre 1989. Quello che era il terzo organo giurisdizionale, il Tribunale della funzione pubblica, creato nel 2004, è stato soppresso nel 2016 con il regolamento n. 2016/1192. 
Il Tribunale implica l'istituzione di un sistema giurisdizionale fondato su un doppio grado di giurisdizione: tutte le sentenze e le ordinanze del Tribunale  possono essere oggetto di impugnazione, limitatamente alle questioni di diritto, dinanzi alla Corte di giustizia. 
Col Trattato di Nizza, visto l'elevato numero di cause da gestire (più di 4000 in quindici anni), è stata prevista la possibilità di sgravare il Tribunale di numerosi ambiti di competenza e delegarli a tribunali specializzati (detti allora Camere Giurisdizionali, e, con l'entrata in vigore del trattato di Lisbona, Tribunali Specializzati con competenze per materia).

## Composizione
Il Tribunale è attualmente composto da 54 giudici, due per ogni Stato membro. Benché non esistano avvocati generali permanenti, la loro funzione può in talune cause essere rivestita da un giudice. Di regola il Tribunale si riunisce in formazioni di tre giudici. Sono comunque previste altre formazioni: giudice unico, a cinque e a tredici giudici, plenaria.

## Competenze
Il Tribunale è competente a conoscere in primo grado:
- dei ricorsi diretti proposti dalle persone fisiche o giuridiche e rivolti contro gli atti delle istituzioni comunitarie (di cui esse sono destinatarie o che le riguardano direttamente e individualmente) o contro un'astensione dal pronunciarsi di dette istituzioni. Si tratta, ad esempio, del ricorso proposto da un'impresa contro una decisione della Commissione che le infligge una penalità;
- dei ricorsi proposti dagli Stati membri contro la Commissione;
- dei ricorsi proposti dagli Stati membri contro il Consiglio riguardanti gli atti adottati nell'ambito degli aiuti di Stato, le misure di difesa commerciale («dumping») e gli atti mediante i quali il Consiglio esercita competenze d'esecuzione;
- dei ricorsi diretti a ottenere il risarcimento per responsabilità extracontrattuale dei danni causati dalle istituzioni comunitarie o dai loro dipendenti;
- dei ricorsi fondati su contratti stipulati dalle Comunità, che prevedono espressamente la competenza del Tribunale (clausola compromissoria);
- dei ricorsi in materia di marchio comunitario.

Le decisioni emanate dal Tribunale possono essere oggetto, entro un termine di due mesi, di un'impugnazione limitata alle questioni di diritto dinanzi alla Corte di giustizia.

## Procedura
Il Tribunale dispone del proprio regolamento di procedura. In linea di principio, il procedimento include una fase scritta e una fase orale.
Durante la fase orale si svolge di regola un'udienza pubblica. Nel corso di quest'ultima, i giudici possono rivolgere quesiti ai rappresentanti delle parti.
I giudici deliberano successivamente sulla base del progetto di sentenza predisposto dal giudice relatore e la sentenza viene pronunciata nel corso di un'udienza pubblica.